# Fotboll i London

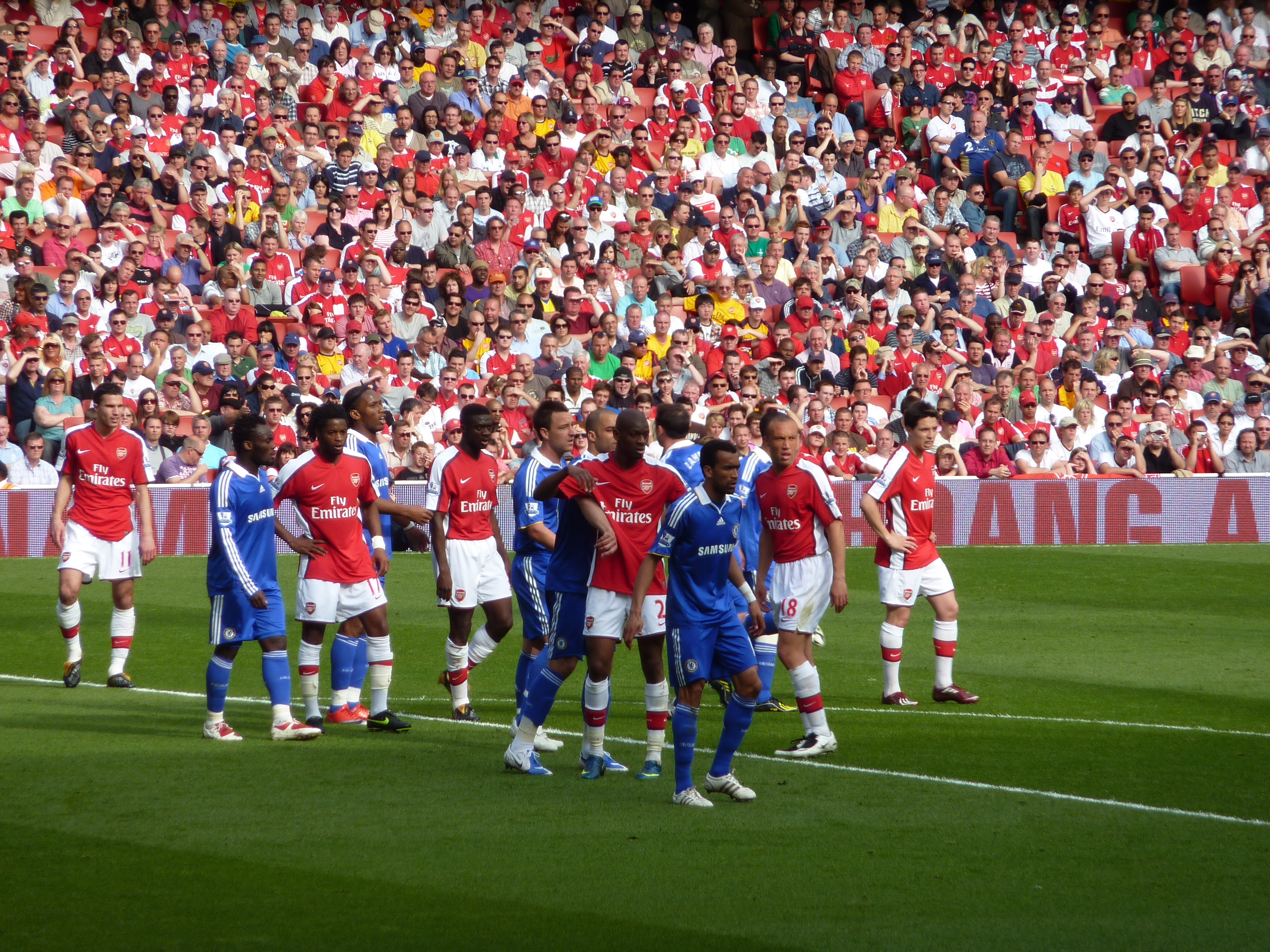
Arsenal och Chelsea är två av Londons mest framgångsrika klubbar.

Fotboll i London är stadens mest populära sport, såväl vad gäller deltagande som publik. I staden finns i nuläget (2018) totalt 13 professionella fotbollsklubbar – de flesta uppkallade efter den stadsdel där de bildats – vilket är fler än i någon annan ort i världen. I London finns också nationalarenan Wembley Stadium, hemmaplan för det engelska herrlandslaget och värd för FA-cupens finaler sedan 1923.  
Säsongen 2023/2024 spelar sju av de 13 aktiva klubbarna i Englands högstadivision i fotboll för herrar, Premier League:  Arsenal FC, Brentford FC, Chelsea FC, Crystal Palace FC, Fulham FC, Tottenham Hotspur FC och West Ham United FC. Arsenal, West Ham, Tottenham och Chelsea återfinns även i damernas motsvarighet FA Women's Super League.

## Historia
Det var i London som det engelska fotbollsförbundet Football Association bildades, och det skedde på Great Queen Street den 26 oktober 1863. 1882 bildades London Football Association. 

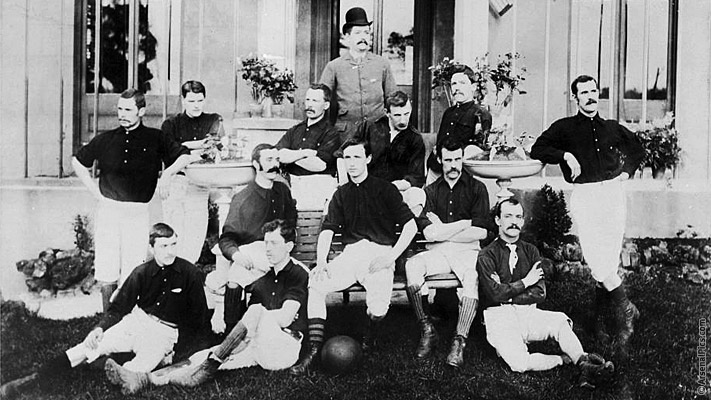
Arsenals lag 1888.

Äldst av de londonklubbar som fortfarande är aktiva är annars Fulham, som bildades som amatörklubb 1879. Första proffsklubb i London blev Royal Arsenal (1886, men två år senare omdöpt till Woolwich Arsenal), följt av Millwall FC (1893), Tottenham Hotspur FC (1895), Fulham FC (1898) och West Ham United FC (1898).
Tottenham Hotspur blev 1901 den första proffsklubb från London som vann FA-cupen, men sedan kom det att dröja till 1930 innan nästa klubb från London vann turneringen. Denna gång var det Arsenal FC, som efter flytten till Highbury 1913 tagit bort "Woolwich" från klubbnamnet. Säsongen 1930/31 blev Arsenal också första Londonklubb som vann högsta serien, som på den tiden kallades Football League First Division.  
Arsenal är den i särklass mest framgångsrika klubben i staden med sina 45 titlar: 13 seriesegrar, 14 vinster i FA-cupen, 2 i ligacupen, 15 i FA Community Shield och en seger i UEFA:s numera nedlagda cupvinnarcup. Övriga seriesegrare från London är Chelsea (fem gånger) och Tottenham (2). 
Flera Londonlag har tagit hem FA-cupen – förutom Arsenal (vars 14 titlar är rekord) även Tottenham och Chelsea (8), Wanderers (5), West Ham (3) samt Charlton, Clapham Rovers och Wimbledon med varsin seger.
När Tottenham 1963 vann Cupvinnarcupen var de det första brittiska lag som tog en europeisk titel. På den nivån är Chelsea mest framgångsrika Londonklubb, med en seger i Champions League (2012), två i cupvinnarcupen, en i Europa League (2013) och en seger i UEFA:s supercup.
Överlag har dock Londonklubbarna inte haft lika stora framgångar som klubbarna i nordvästra England, från städer som Liverpool och Manchester. Säsongen 2003/2004 blev dock framgångsrik, då Londonklubben Arsenal gick obesegrade genom Premier League och vann före lokalkonkurrenten Chelsea FC. Säsongen därpå vann Chelsea både ligacupen och sin första ligatitel – före Arsenal, som dock kunde trösta sig med seger i FA-cupen. Säsongen 2009/10 placerade sig Chelsea, Arsenal och Tottenham alla bland de fyra första i Premier League, och samtliga var därmed kvalificerade för Champions League. Den senaste Premier League-segern för ett Londonlag kom säsongen 2016/2017 då Chelsea stod som slutsegrare.
I maratontabellen över lag i högsta divisionen, från 1888/89 till och med säsongen 2018/2019 ligger Arsenal på andra plats, Chelsea på sjunde och Tottenham på åttonde plats (baserat på den äldre poängberäkning som gav ett poäng för oavgjort och två poäng för seger).

## Klubbar
Tabellen nedan listar alla klubbar från London i de sex högsta divisionerna i engelsk fotboll: från toppdivisionen (FA Premier League), ner till andra steget av det nationella seriesystemet. Nedan angvina divisioner gäller för säsongen 2022/2023.
| Klubb                                               | Arena                               | Publikkapacitet       | Bildad                |
| FA Premier League (1)                               | FA Premier League (1)               | FA Premier League (1) | FA Premier League (1) |
| --------------------------------------------------- | ----------------------------------- | --------------------- | --------------------- |
| Arsenal FC                                          | Emirates Stadium                    | (60 355)              | 1886                  |
| Brentford                                           | Griffin Park                        | (12 763)              | 1889                  |
| Chelsea FC                                          | Stamford Bridge                     | (42 500)              | 1905                  |
| Crystal Palace FC                                   | Selhurst Park                       | (26 250)              | 1905                  |
| Tottenham Hotspur FC                                | Tottenham Hotspurs Stadium          | (62 062)              | 1882                  |
| West Ham United FC                                  | Londons Olympiastadion              | (60 000)              | 1895                  |
| Fulham FC                                           | Craven Cottage                      | (29 600)              | 1879                  |
| Football League Championship (2)                    |                                     |                       |                       |
| Millwall                                            | The Den                             | (20 146)              | 1885                  |
| Queens Park Rangers FC                              | Loftus Road                         | (18 439)              | 1882                  |
| Football League One (3)                             |                                     |                       |                       |
| AFC Wimbledon                                       | The Cherry Red Records Fans Stadium | (5 194)               | 2002                  |
| Charlton Athletic FC                                | The Valley                          | (27 111)              | 1905                  |
| Football League Two (4)                             |                                     |                       |                       |
| Leyton Orient FC                                    | Matchroom Stadium                   | (9 271)               | 1881                  |
| Sutton United FC                                    | Gander Green Lane ground            | (5 000)               | 1898                  |
| National League (5)                                 |                                     |                       |                       |
| Barnet FC                                           | Underhill Stadium                   | (5 568)               | 1888                  |
| Bromley FC                                          | Hayes Lane Stadium                  | (5 000)               | 1892                  |
| Dagenham & Redbridge FC                             | Victoria Road                       | (6 000)               | 1992                  |
| Wealdstone FC                                       | Grosvenor Vale                      | (4 085)               | 1899                  |
| National League South (6)                           |                                     |                       |                       |
| Dulwich Hamlet FC                                   | Champion Hill                       | (3 o00)               | 1893                  |
| Hampton & Richmond Borough FC                       | Beveree Stadium                     | (3 500)               | 1921                  |
| Welling United FC                                   | Park View Road                      | (4 000)               | 1963                  |
| Southern Football League Premier Division South (7) |                                     |                       |                       |
| Hayes & Yeading United FC                           | Church Road                         | (4 000)               | 1909                  |

### Övriga klubbar
Nedan listas klubbar som inte längre hör till London alternativt är nedlagda.
| - Clapham Rovers FC - Croydon Common FC - Fisher Athletic FC - Hayes FC | - Leyton FC - London XI - Thames FC - Upton Park FC | - Wanderers FC - Wimbledon FC - Yeading FC |

Det finns också många mindre klubbar i London som spelar under de åtta toppdivisionerna i den engelska fotbollen. Hackney Marshes i östra London, hemmaplan för många amatörlag, rapporteras vara den största samlingen fotbollsplaner i världen, med 100 planer.

## Anläggningar

### Wembley Stadium
På Wembley Stadium i nordvästra London spelas FA-cupfinalerna, Community Shield och Ligacupfinalerna, och anläggningen fungerar ofta som hemmaplan för Englands herrlandslag i fotboll. Arenan rymmer 90 000 åskådare och är därmed Englands största arena. Åren 2000-2007 var anläggningen stängd för renovering. Här spelades, men på gamla Wembley, bland annat finalerna vid VM 1966 och EM 1996 samt Europacupfinalen 1968, 1978 och 1992. Den europeiska mästarcupfinalen har spelats i London på Wembley 1968, 1978 och 1992, UEFA Champions League-finalen 2011 och 2013.

### Andra anläggningar
De flesta klubbarna i London har en egen anläggning, vissa delar dem med andra klubbar. Vissa klubbar spelar tillfälligt på andras anläggningar då den egna byggs om. Den fotbollsanläggning, frånsett Wembley Stadium, som kan ta in mest publik är Tottenham Hotspur (Tottenham Hotspur Arena], med en publikkapacitet på 62 303 åskådare. Andra stora anläggningar är Chelsea FC:s Stamford Bridge (42 055), Tottenham Hotspur FC:s gamla arena White Hart Lane (36 240) och West Ham United FC:s Londons Olympiastadion (60 000). Det finns 10 klubbar i London vars anläggningar har en publikkapacitet som är högre än 10 000.

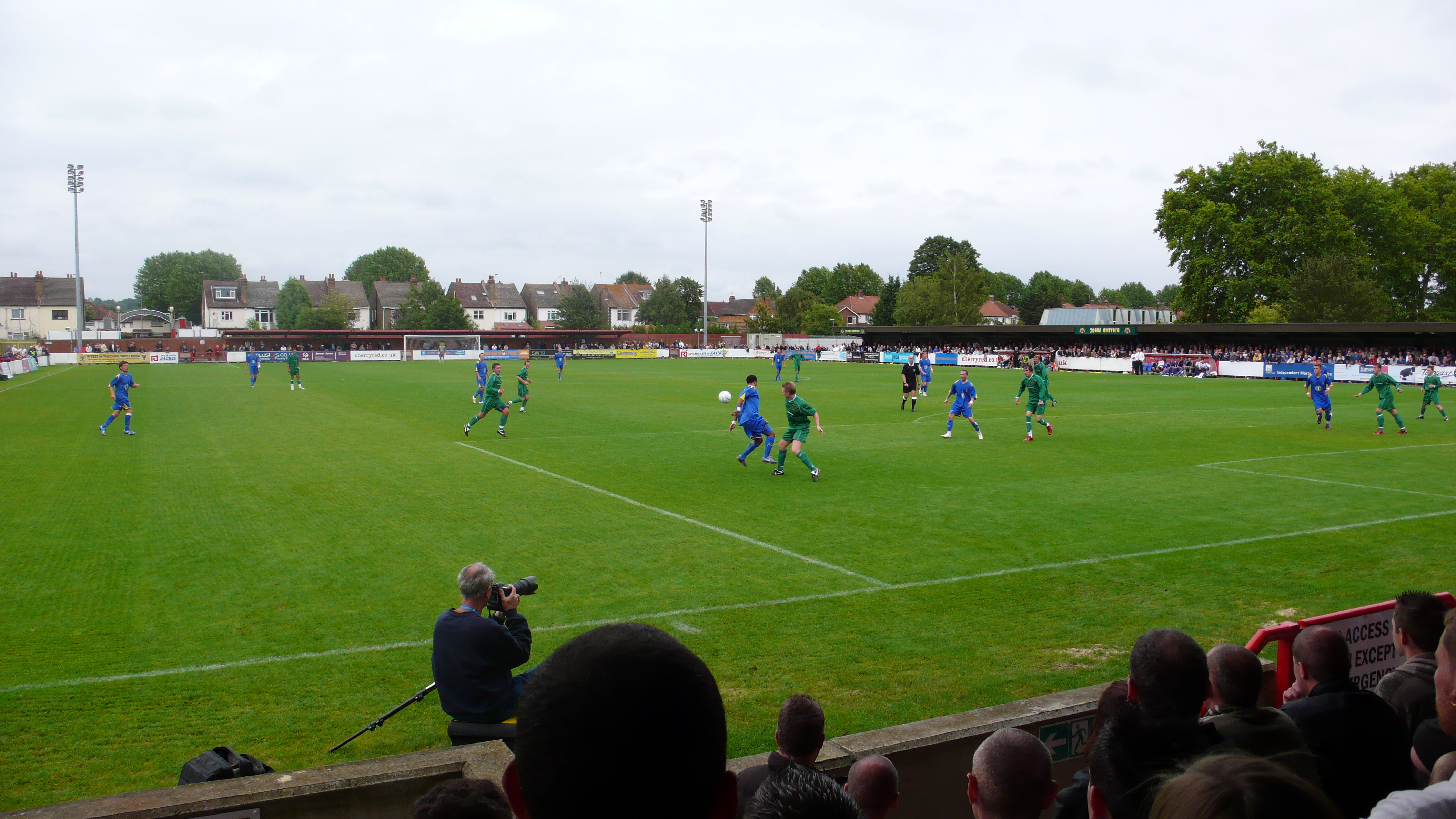
The Cherry Red Records Fans Stadium, hemmaarena för AFC Wimbledon.
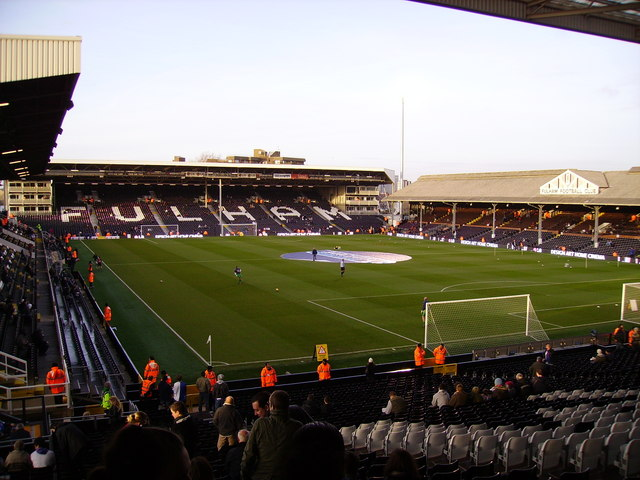
Craven Cottage, hemmaarena för Fulham FC.
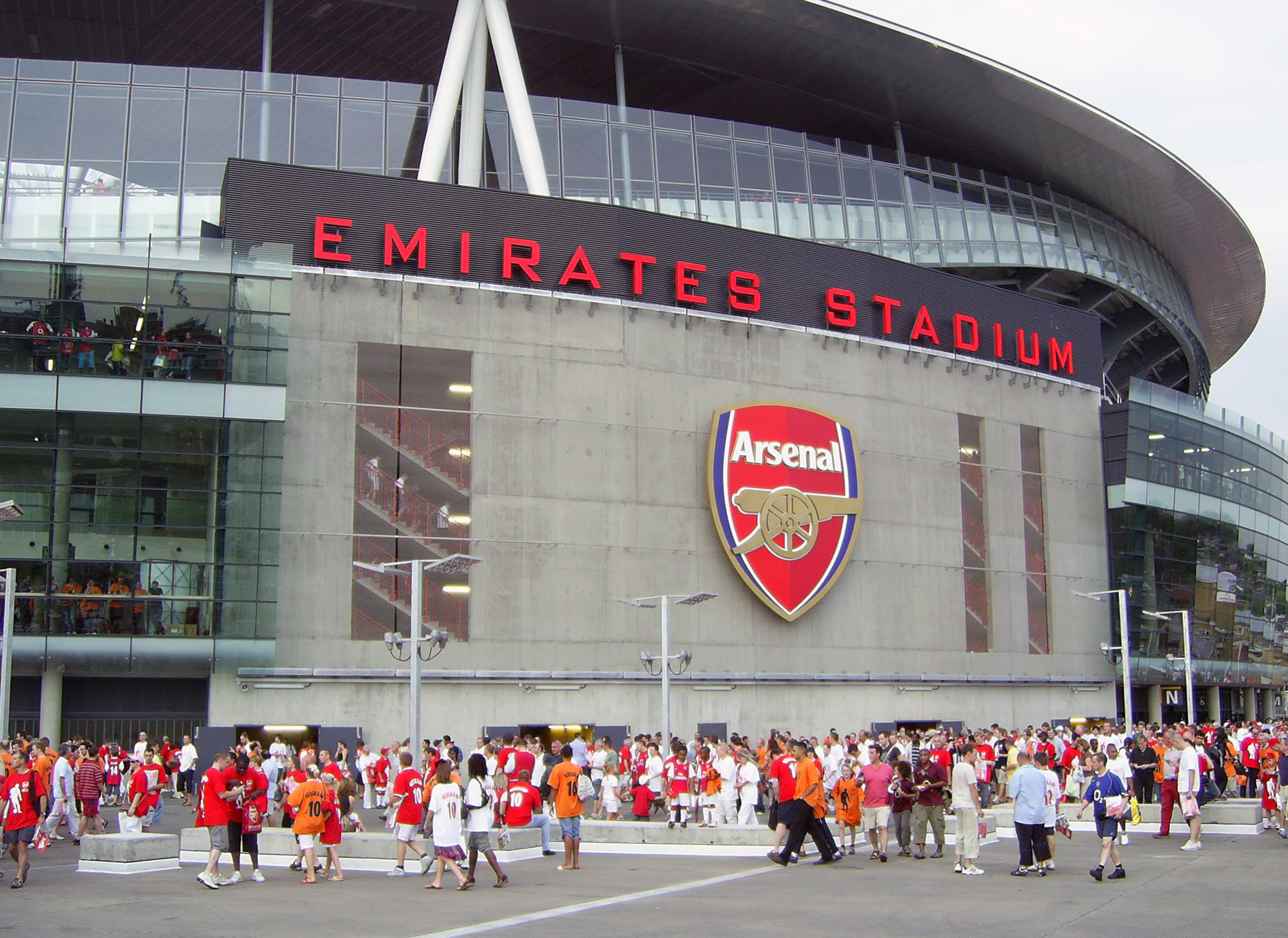
Emirates Stadium, hemmaarena för Arsenal FC.
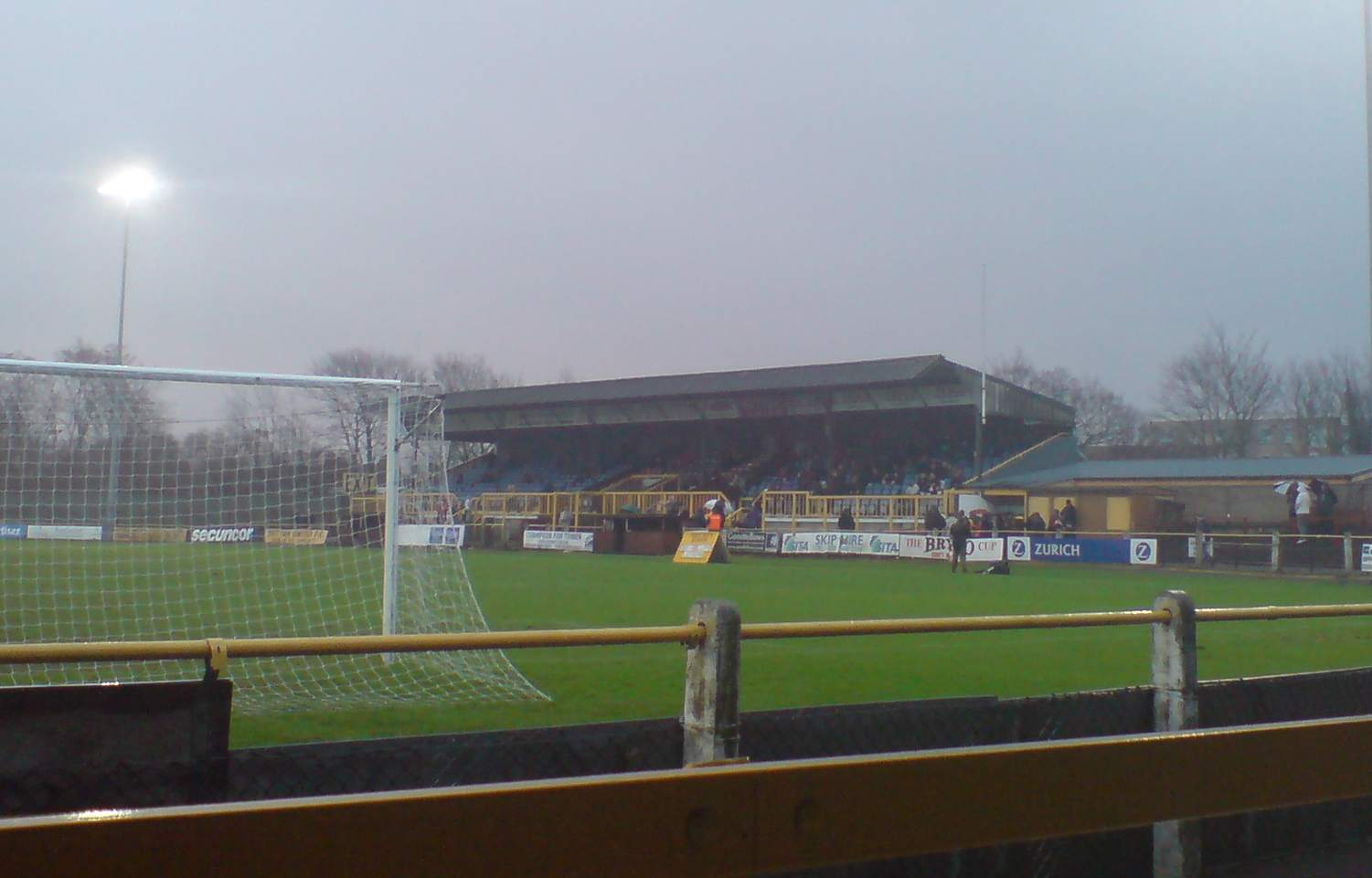
The Gander Green Lane ground, hemmaarena för Sutton United FC.
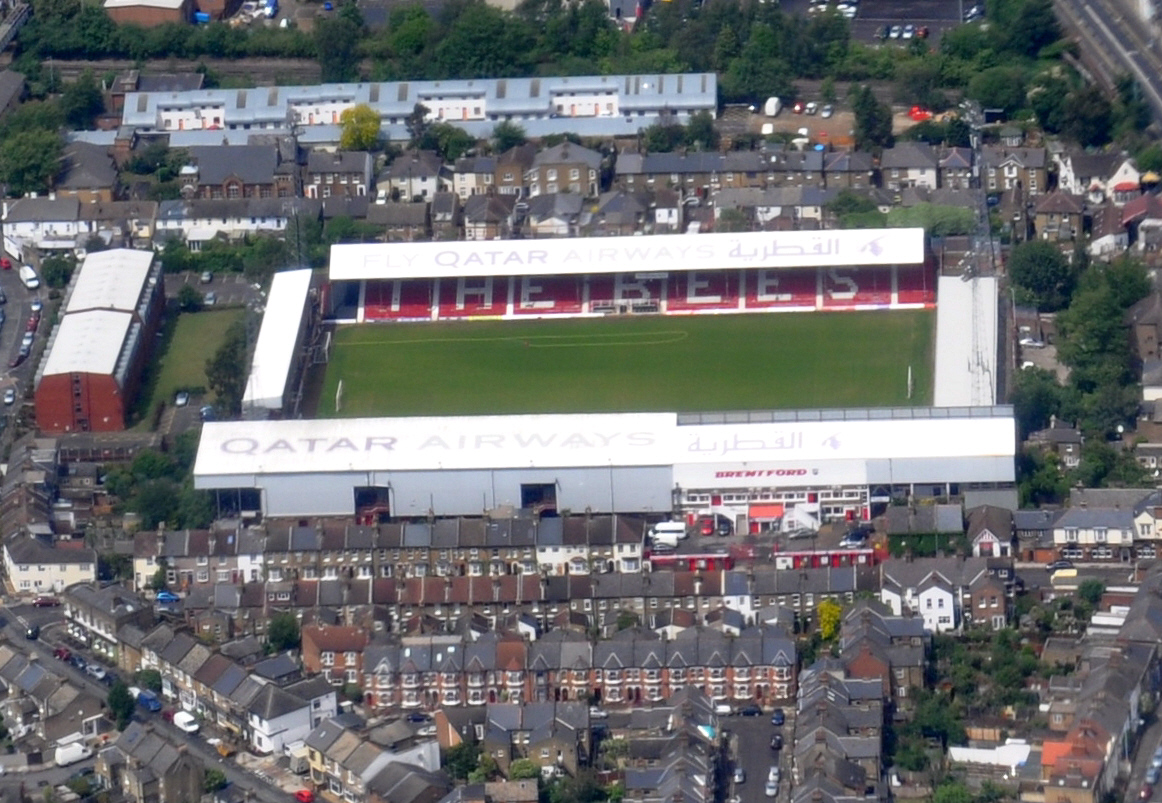
Griffin Park, hemmaarena för Brentford FC.
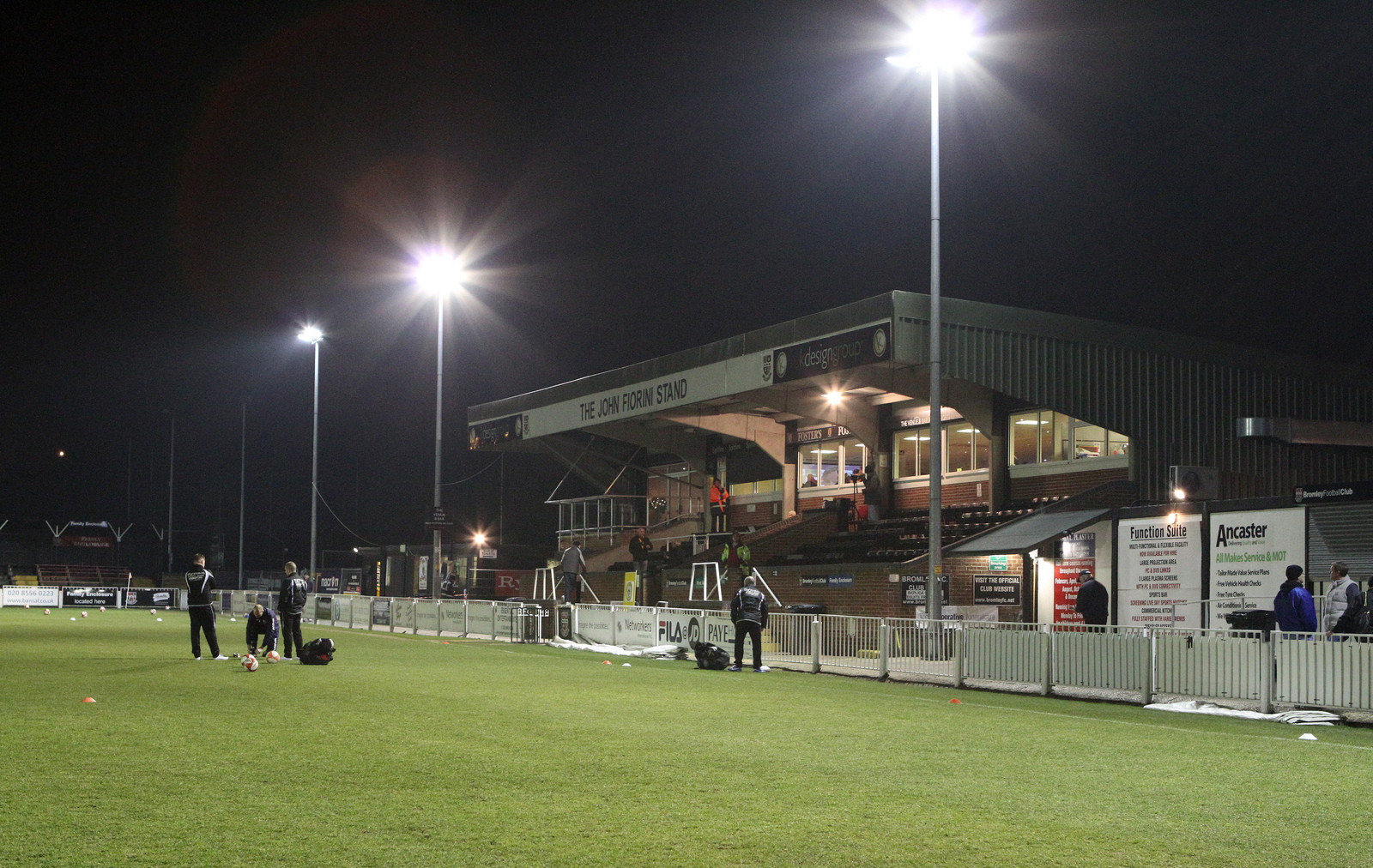
Hayes Lane Stadium, hemmaarena för Bromley FC.
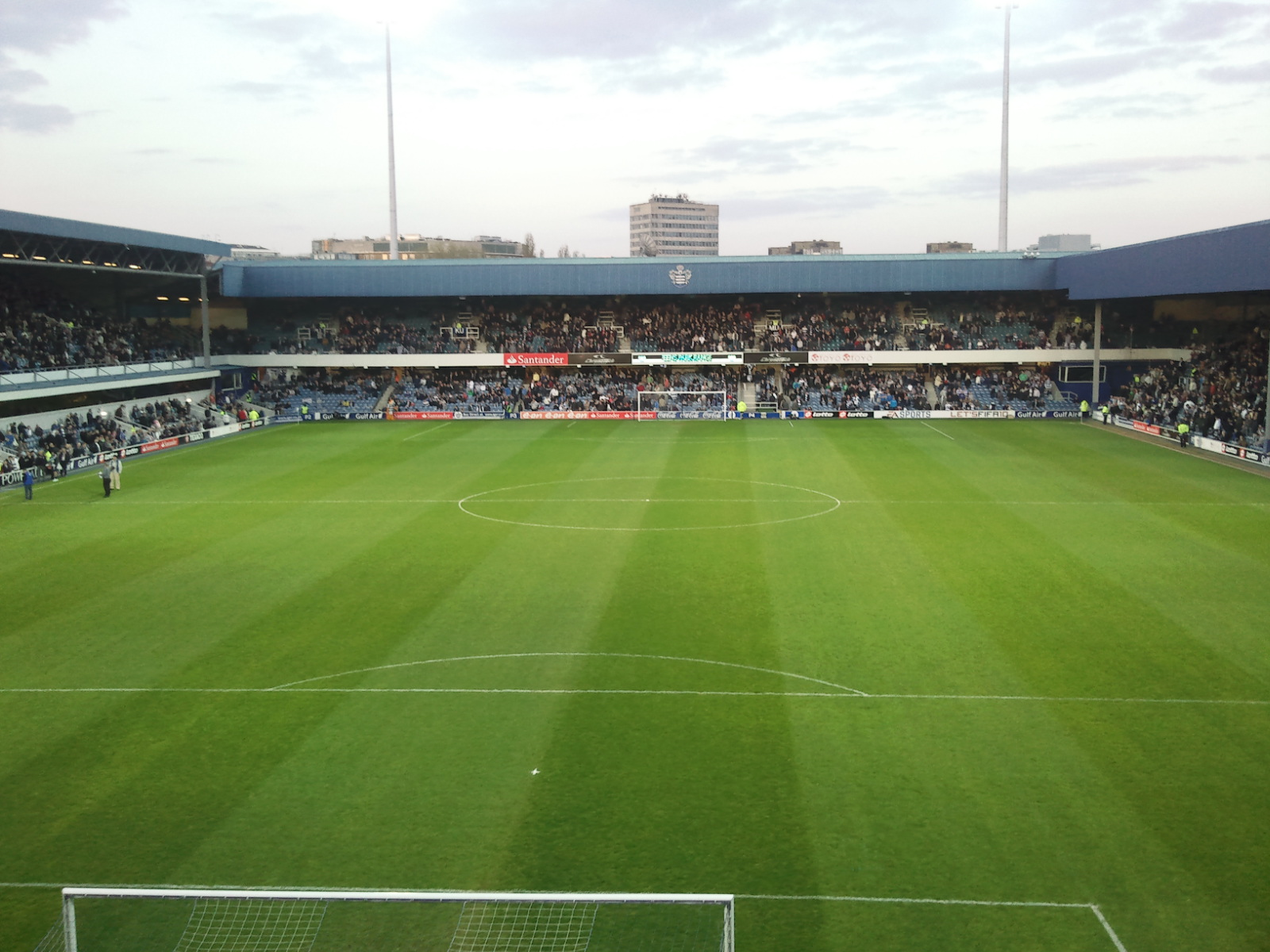
Loftus Road, hemmaarena för Queens Park Rangers.
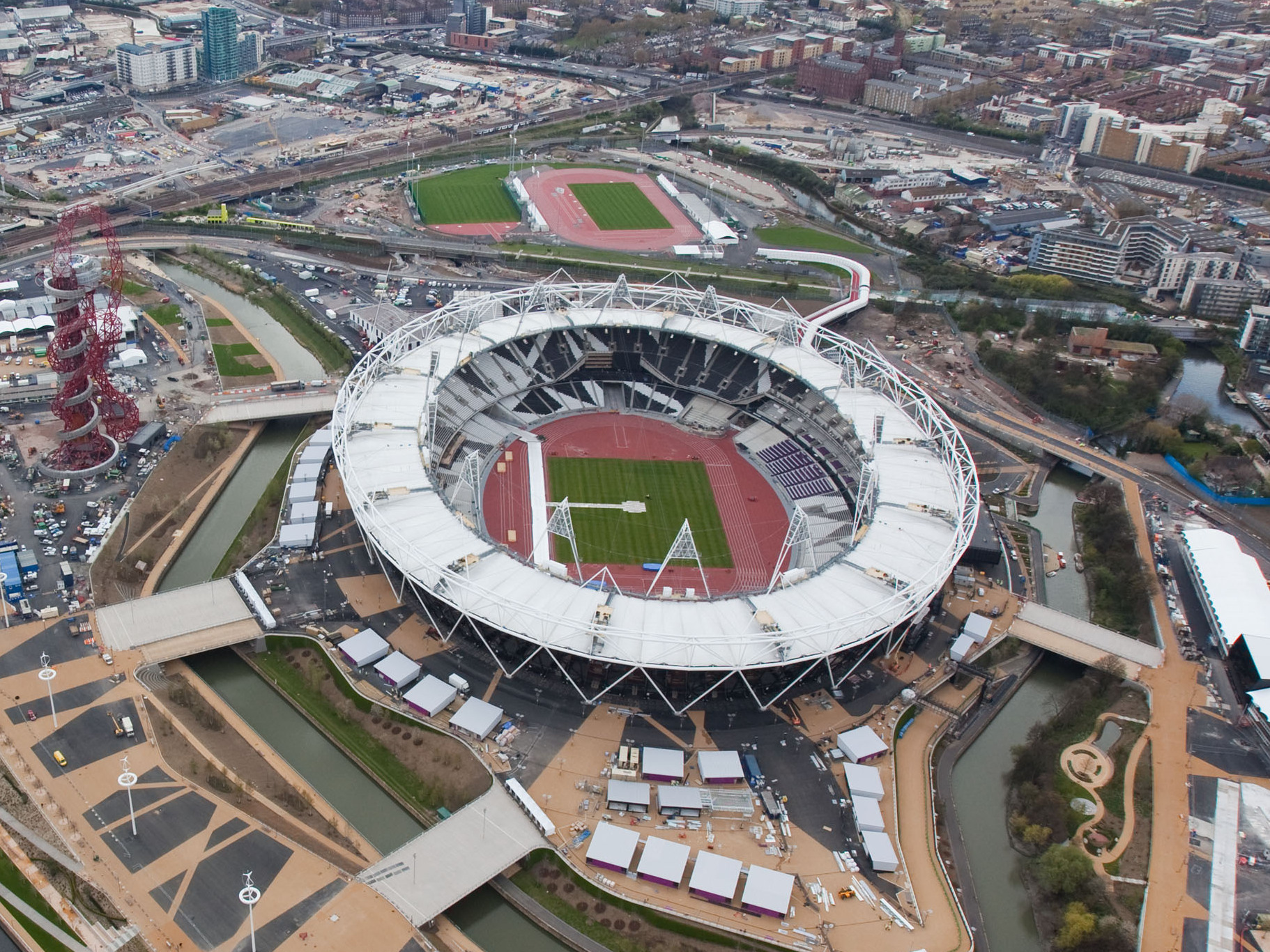
Londons Olympiastadion, hemmaarena för West Ham United.
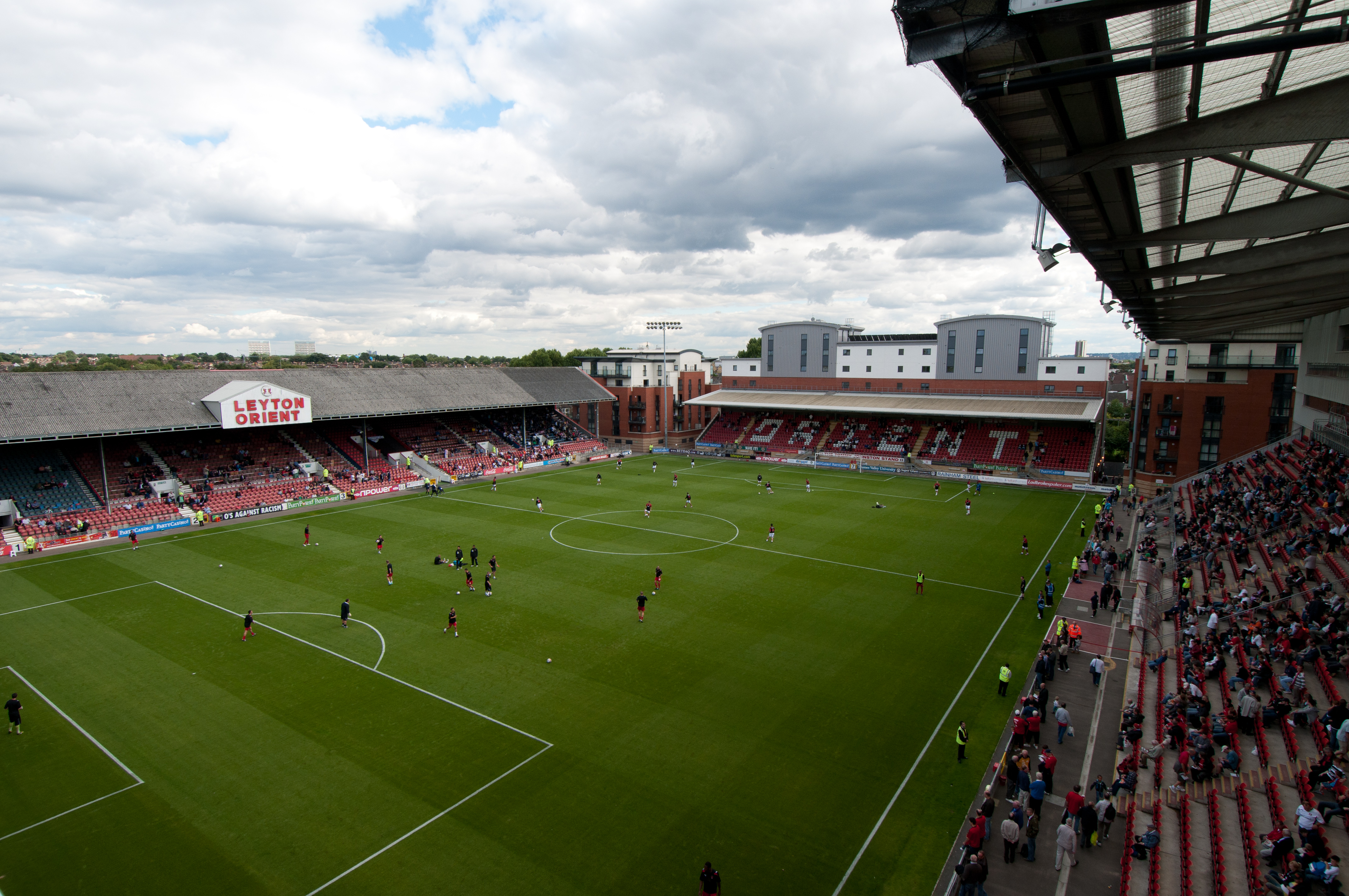
Matchroom Stadium, hemmaarena för Leyton Orient FC.
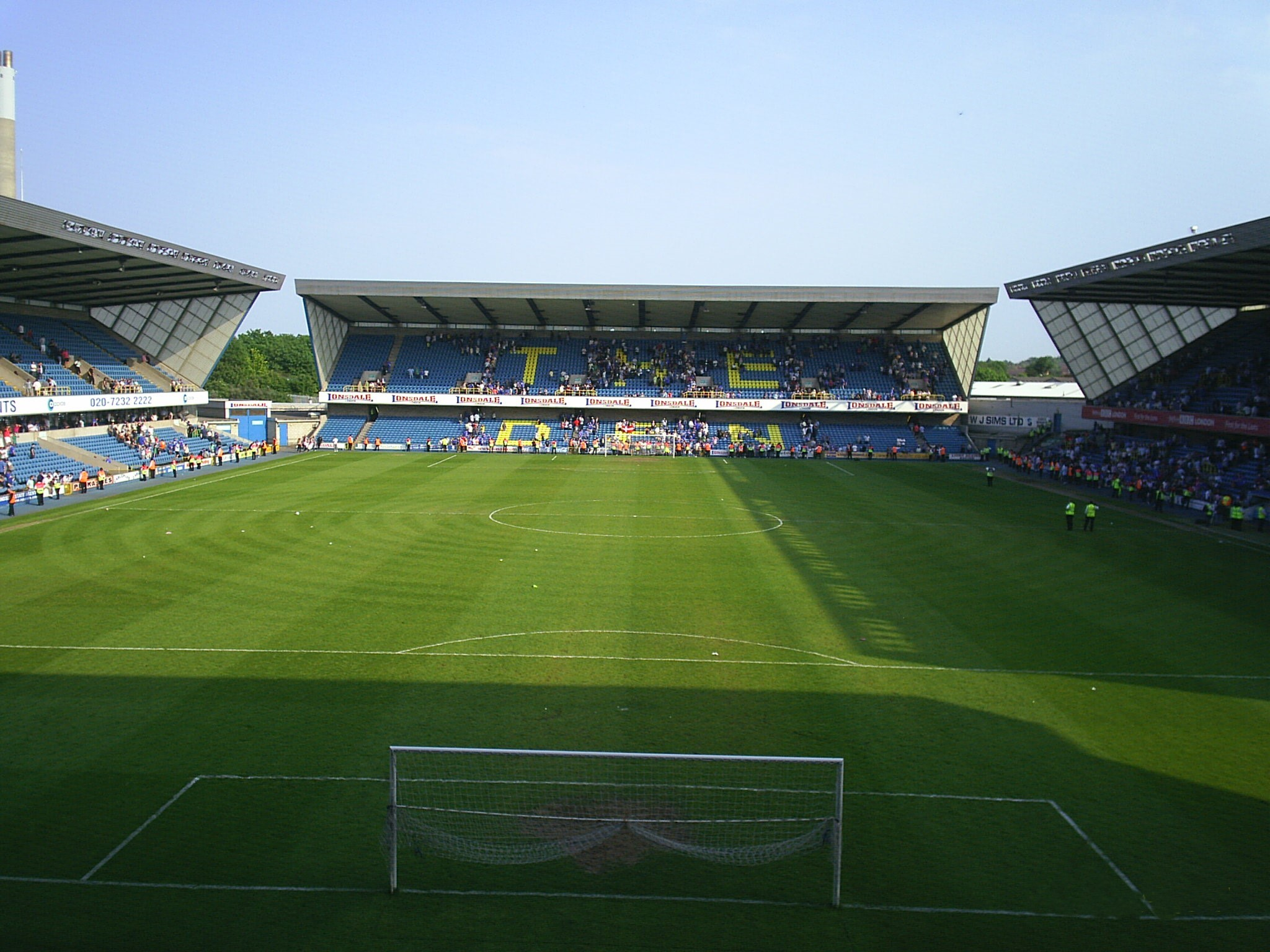
The Den, hemmaarena  för Millwall FC.
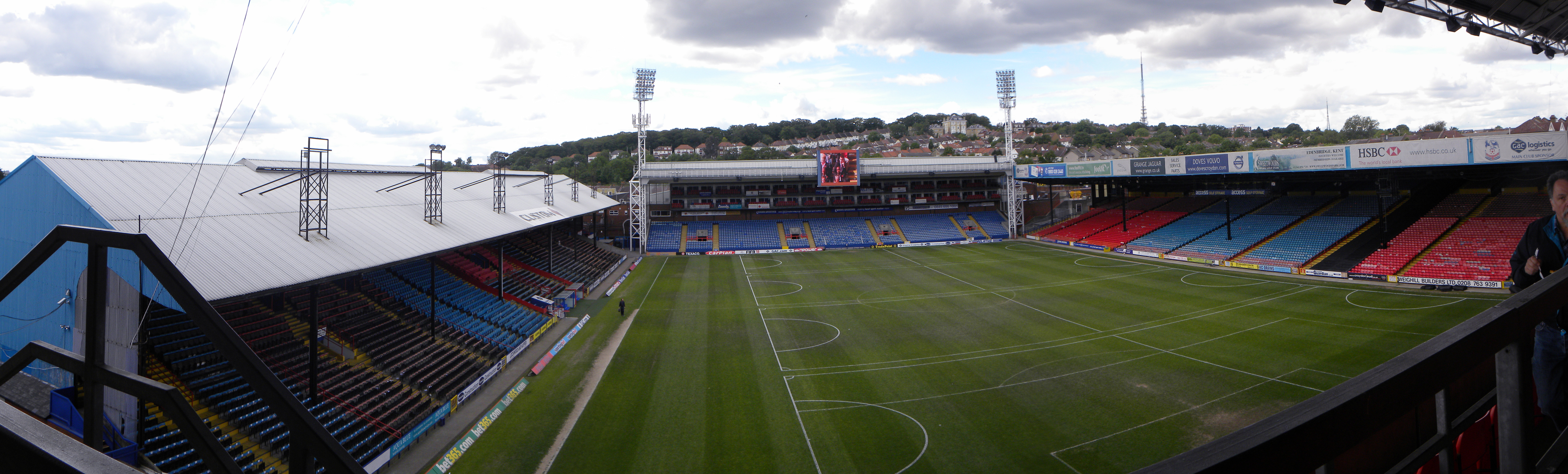
Selhurst Park, hemmaarena för Crystal Palace FC.
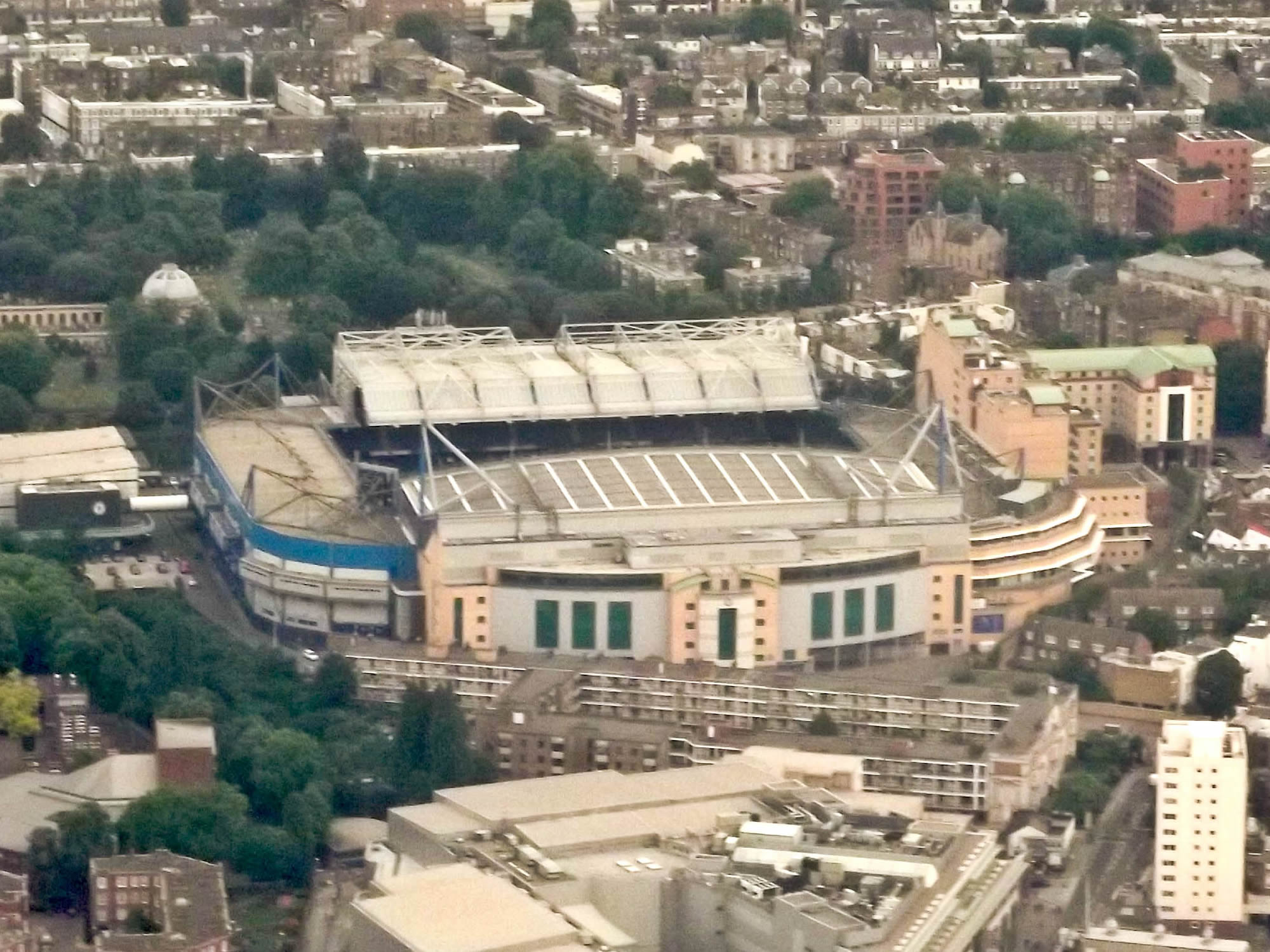
Stamford Bridge, hemmaarena för Chelsea FC.
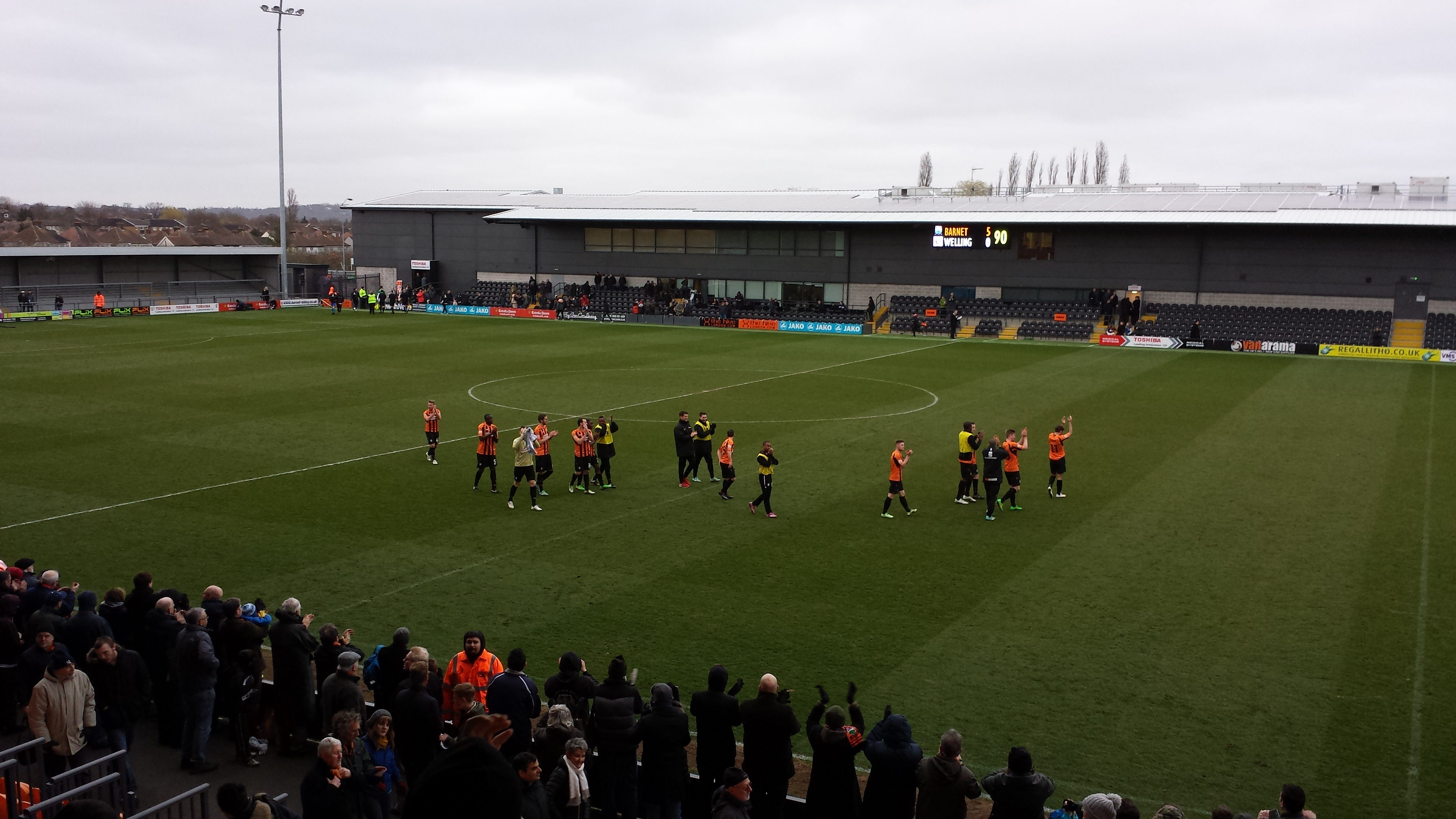
The Hive Stadium, hemmaarena för Barnet FC.
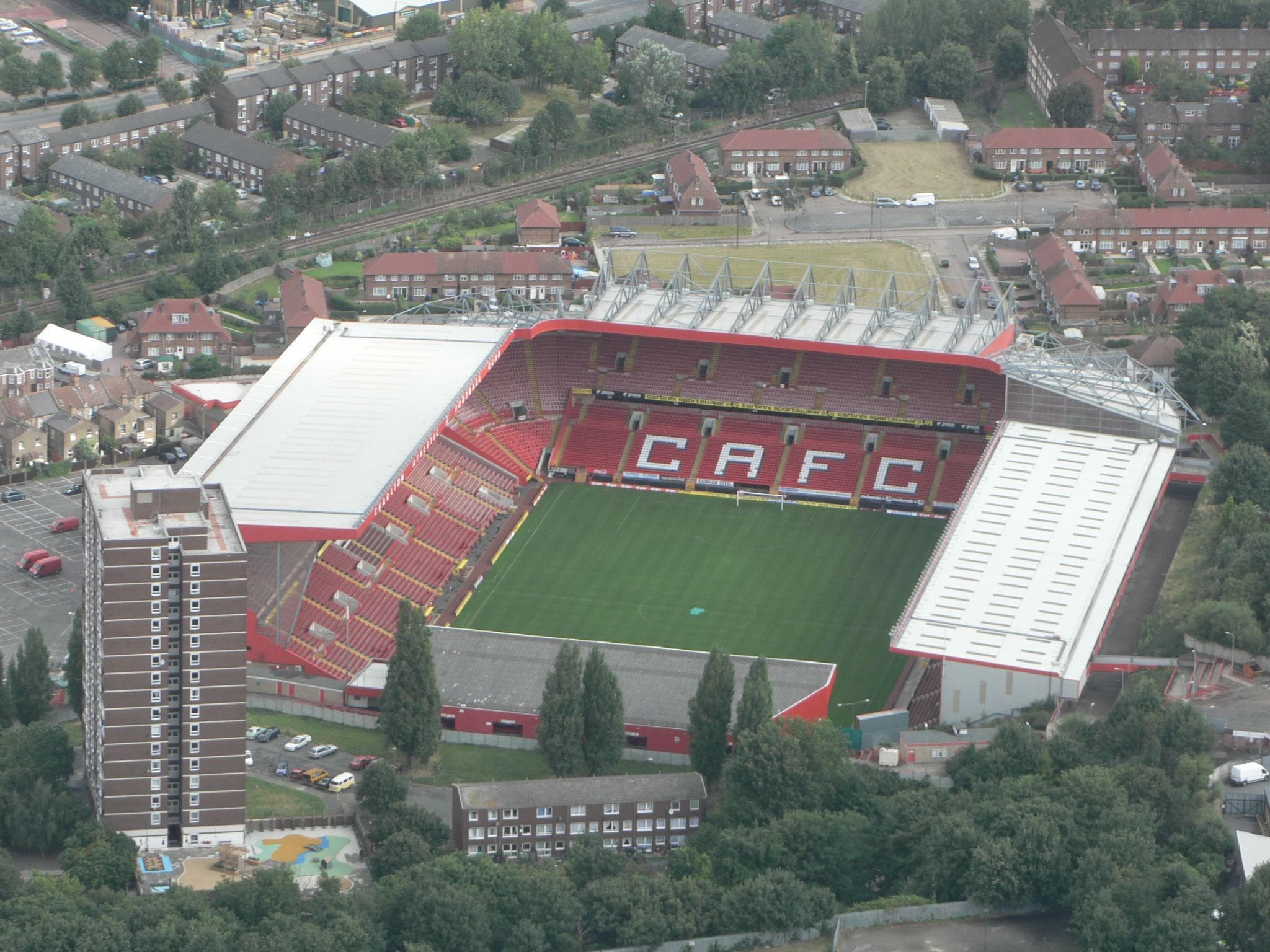
The Valley, hemmaarena för Charlton Athletic FC.
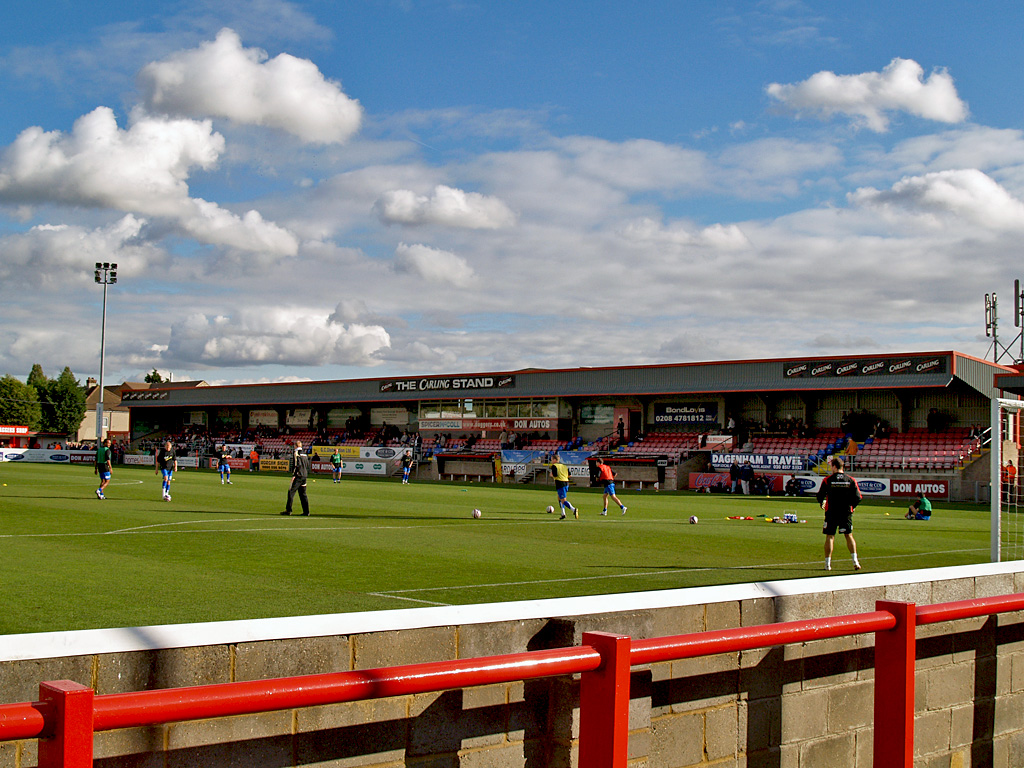
Victoria Road, hemmaarena för Dagenham & Redbridge FC.
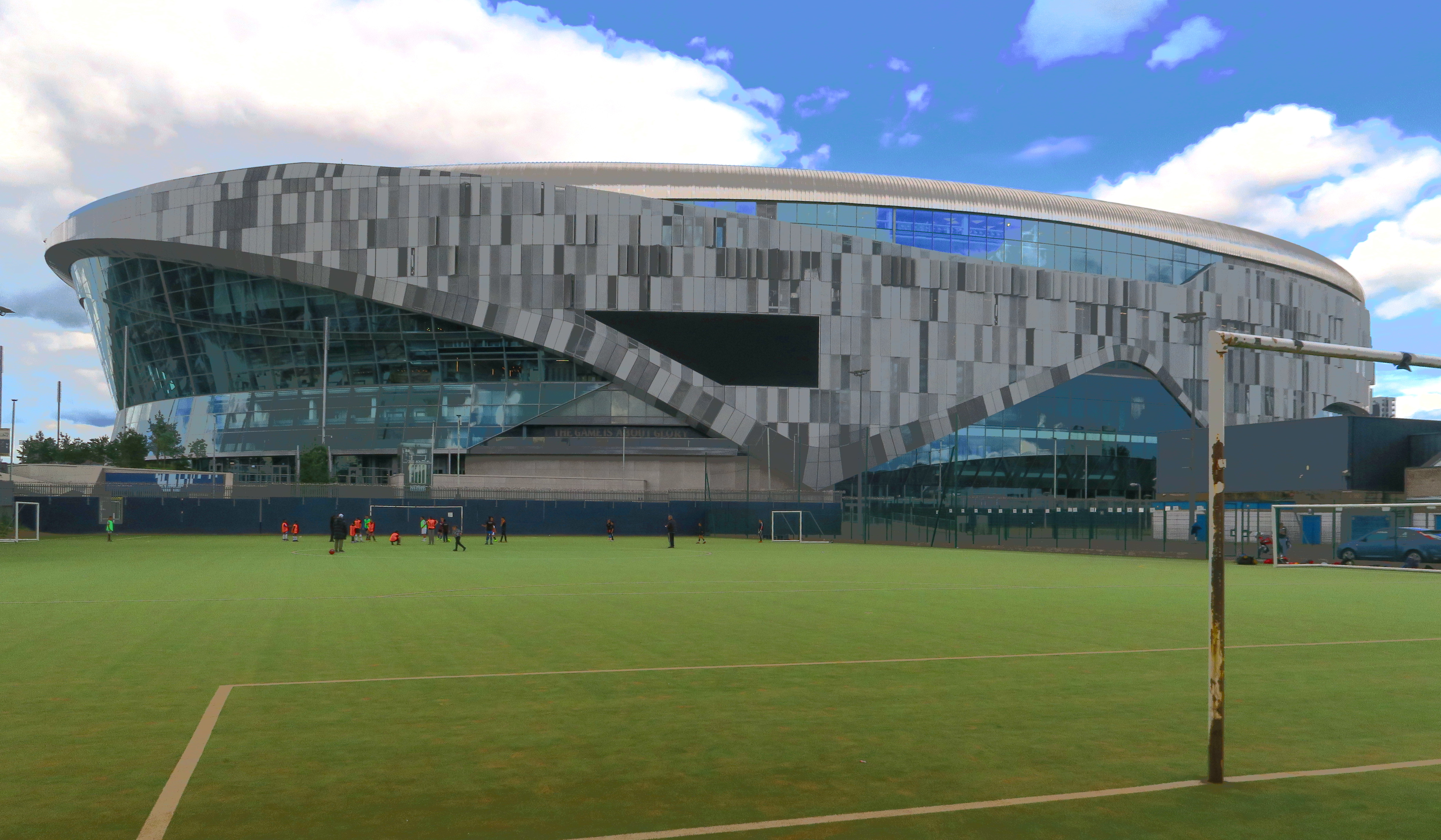
Tottenham Hotspur Stadium, hemmaarena för Tottenham Hotspurs FC.
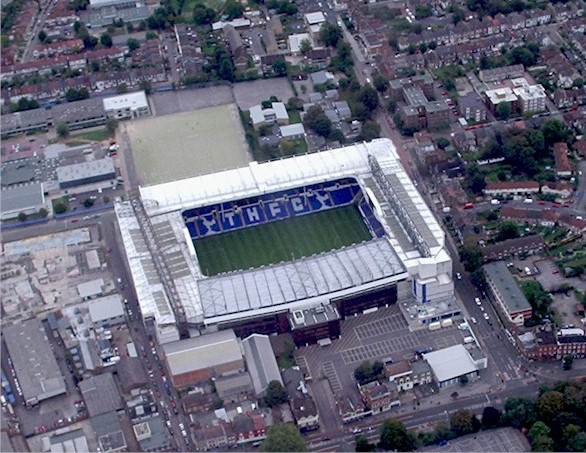
White Hart Lane Tidigare hemmaarena för Tottenham Hotspurs.